# Jean-Paul Martin du Gard
Jean-Paul Martin du Gard (Francia, 3 de mayo de 1927-26 de febrero de 2017) fue un atleta francés especializado en la prueba de 4 × 400 m, en la que consiguió ser campeón europeo en 1954.

## Carrera deportiva
En el Campeonato Europeo de Atletismo de 1954 ganó la medalla de oro en los relevos de 4x400 metros, llegando a meta en un tiempo de 3:08.7 segundos que fue récord de los campeonatos, por delante de Alemania del Oeste y Finlandia (bronce).